# Massimo De Francovich
Massimo De Francovich (Roma, 8 gennaio 1936) è un attore italiano.

## Biografia
Figlio della pittrice Eva Quaiotto (1903-1952) e di Géza de Fràncovich, docente di storia dell'arte medioevale all'Università di Roma. Ebbe la sua formazione all'Accademia nazionale d'arte drammatica di Roma, dove consegue il diploma nel 1957: il suo esordio sul palcoscenico avviene lo stesso anno con Vittorio Gassman con il quale porta in scena un'opera teatrale Ornifle di Jean Anouilh.
Successivamente collabora con la compagnia dei Giovani in spettacoli, come Sei personaggi in cerca d'autore di Luigi Pirandello, Diario di Anna Frank di Frances Goodrich, Tre sorelle di Anton Čechov, La fiaccola sotto il moggio di Gabriele D'Annunzio e I due gentiluomini di Verona di William Shakespeare.
Nel 1964 è Orazio in Amleto di William Shakespeare, regia di Franco Zeffirelli e nel 1967 Biff in Morte di un commesso viaggiatore di Arthur Miller, regia di Edmo Fenoglio, con Evi Maltagliati e Tino Buazzelli, attore con il quale condividerà il palcoscenico per altri sei anni, interpretando numerosi spettacoli, tra i quali, La rigenerazione di Svevo. Nel 1975 fonda una cooperativa teatrale con Mila Vannucci, Lucia Catullo, Vittorio Sanipoli, Maria Fabbri e Carlo Bagno, in cui recita e mette in scena testi di Svevo, Pirandello e Joyce. In seguito lavora con Giancarlo Sepe, dove è Massimo in Come le foglie di Giacosa, accanto a Lilla Brignone, Gianni Santuccio, Umberto Orsini e Paola Bacci e con Giuseppe Patroni Griffi in Sei personaggi in cerca d'autore di Luigi Pirandello e Zio Vanja di Anton Čechov. Interpreta a fianco di Valeria Moriconi, Filumena Marturano di Eduardo De Filippo, regia di Egisto Marcucci, e Antonio e Cleopatra di William Shakespeare, regia di Giancarlo Cobelli. Nel 1990 inizia il suo lungo rapporto artistico con Luca Ronconi, prima al Teatro Stabile di Torino, poi al Teatro di Roma e infine al Piccolo di Milano: partecipa a moltissimi suoi spettacoli, fra i quali Strano interludio di O'Neill, Gli ultimi giorni dell'umanità di Karl Kraus, L'uomo difficile di Hugo von Hofmannsthal, Re Lear di William Shakespeare, verso Peer Gynt da Henrik Ibsen, I fratelli Karamazov di Fëdor Dostoevskij, Candelaio di Giordano Bruno, Phoenix di Marina Cvetaeva, Baccanti di Euripide, Memoriale, da Tucidide, Pericle e la peste di Enzo Siciliano, Professor Bernhardi di Arthur Schnitzler, Il ventaglio di Carlo Goldoni, Inventato di sana pianta di Hermann Broch, Lehman Trilogy di Stefano Massini. Nel 1992 recita in Terra di nessuno di Harold Pinter, regia di Guido De Monticelli, e, nel 1999, ne L'invenzione dell'amore di Tom Stoppard, regia di Piero Maccarinelli. Diretto dallo stesso Maccarinelli interpreta, nel 2003, Gin game di Coburn, con Valeria Moriconi e Frammenti di un discorso amoroso di Roland Barthes. Nel settembre del 2004 è protagonista di Paolo Borsellino essendo Stato, scritto e diretto da Ruggero Cappuccio.
Carmelo Rifici lo ha diretto ne I pretendenti di Jean-Luc Lagarce, Il gatto con gli stivali - Una recita continuamente interrotta di Tieck / Tessitore, Nathan il saggio di Lessing, Giulio Cesare di Shakespeare. Serena Senigaglia l'ha diretto ne La cimice di Majakovskij e in Prospettive sulla guerra civile da H.M. Enzensberger. Nel 2010 è stato protagonista per il Teatro Stabile di Trieste de La notte dell'angelo, testo e regia di Furio Bordon. Nel 2011 è stato protagonista di Sarabanda di Ingmar Bergman, accanto a Giuliana Lojodice, per il Teatro Stabile della Toscana, con la regia di Massimo Luconi. Nel 2013 e nel 2014 è stato coprotagonista, accanto a Luca Zingaretti (anche regista), della Torre d'avorio di Ronald Harwood.
Nella stagione del 2015 e quella del 2016 è Henry Lehman nella Lehman Trilogy di Stefano Massini, ultima regia di Luca Ronconi, per il Piccolo Teatro di Milano. Dal 2015 al 2019 ha interpretato il ruolo di Mr. Green in Visiting Mr. Green di Jeff Baron, affiancato da Maximilian Nisi e diretto da Piergiorgio Piccoli. Nel 2018 è stato Edipo nell'Edipo a Colono di Sofocle, regia di Yannis Kokkos al Teatro greco di Siracusa e al Teatro greco di Epidauro. Nel 2019 e nel 2020 è stato protagonista, accanto a Franco Branciaroli, di Falstaff e il suo servo di Nicola Fano, per la regia di Antonio Calenda. Nel 2020 registra, per Rai Radio Tre, La coscienza di Zeno di Italo Svevo in 25 puntate.
Da segnalare l'interesse che De Francovich ha sempre nutrito nei confronti del teatro di Italo Svevo, di cui ha portato in scena sette commedie, alcune fino ad allora sconosciute, concludendo questo percorso con uno spettacolo elaborato a partire dall'epistolario dell'autore e intitolato Caro bon bon, nel 1991.
Per il grande schermo è stato interprete di Pasolini, un delitto italiano di Marco Tullio Giordana, Le mani forti di Franco Bernini, Onorevoli detenuti di Giancarlo Planta, La vita altrui di Michele Sordillo, Il manoscritto del Principe di Roberto Andò, La grande bellezza di Paolo Sorrentino.
Nel 2004 fa parte del cast del film Ovunque sei, accanto a Stefano Accorsi e Barbora Bobuľová. Fra il 2008 e il 2010 interpreta il Vecchio in Romanzo criminale - La serie, per la regia di Stefano Sollima e nel 2009 recita nella fiction Boris.
Fra i numerosi riconoscimenti, il premio Armando Curcio nel 1990, il premio Ubu e il premio Le Fenici nel 1991, e il premio E. Flaiano nel 1994, la Sacher d'oro di Nanni Moretti nel 1994 per il film Pasolini, un delitto italiano, il premio Salvo Randone nel 2000 e nel 2006 ancora il premio Ubu, il Premio della Critica Italiana, il premio Veretium di Borgio Verezzi, il Premio Olimpici del Teatro per Professor Bernhardi di Schnitzler. Nel 2019 gli viene conferito il premio Flaiano alla carriera e nel 2022 al Teatro romano di Verona il premio Renato Simoni per la fedeltà al teatro. 

### Vita privata
Era sposato con l'attrice Paola Bacci, da cui è rimasto vedovo.

## Prosa teatrale
- Becket e il suo re di Jean Anouilh, regia di Mario Ferrero. Teatro Teatro Comunale di Modena, 19 novembre 1960.
- Come le foglie di Giuseppe Giacosa, regia di Giancarlo Sepe. Teatro Eliseo di Roma, 22 novembre 1979.
- La torre d'avorio di Ronald Harwood, regia di Luca Zingaretti (anche attore), con Massimo De Francovich, Paolo Briguglia, Gianluigi Fogliacci, Francesca Ciocchetti, Caterina Gramaglia (2012)

## Prosa televisiva Rai
- Otello di William Shakespeare, regia di Vittorio Gassman, trasmessa il 15 marzo 1957.
- Il viaggio del signor Perrichon di Eugène Labiche, regia di Alessandro Brissoni, trasmessa il 21 gennaio 1963.
- Adamo ed Eva '63, commedia di Jacques Audiberti, regia di Luciano Mondolfo, trasmessa il 2 agosto 1963.
- Il successo, tre atti di Alfredo Testoni, regia di Giorgio De Lullo, 9 settembre 1963.
- L'avventura di Maria di Italo Svevo, regia di Dante Guardamagna, trasmesso dal Secondo Programma il 27 maggio 1970.
- Olenka, regia di Alessandro Brissoni, sceneggiato di 2 puntate trasmesso il 15 e 22 marzo 1973.
- La donna del mare di Henrik Ibsen, regia di Gianni Serra (1993)

## Prosa radiofonica Rai
- America, da Franz Kafka, riduzione di Max Brod, regia di Giorgio Bandini, trasmessa il 5 novembre 1961.
- Il viaggio, commedia di Georges Shèadé, regia di Flaminio Bollini, trasmessa il 8 giugno 1962.

## Filmografia parziale

### Cinema
- Pizza Connection, regia di Damiano Damiani (1985)
- Pasolini, un delitto italiano, regia di Marco Tullio Giordana (1995)
- Le mani forti, regia di Franco Bernini (1997)
- Onorevoli detenuti, regia di Giancarlo Planta (1998)
- Il manoscritto del Principe, regia di Roberto Andò (2000)
- La vita altrui, regia di Michele Sordillo (2000)
- Ovunque sei, regia di Michele Placido (2004)
- Matrimoni e altri disastri, regia di Nina Di Majo (2010)
- Il villaggio di cartone, regia di Ermanno Olmi (2011)
- Viva la libertà, regia di Roberto Andò (2013)
- La grande bellezza, regia di Paolo Sorrentino (2013)
- A mano disarmata, regia di Claudio Bonivento (2019)
- Il peccato - Il furore di Michelangelo (Sin), regia di Andrej Končalovskij (2019)
- La notte più lunga dell'anno, regia di Simone Aleandri (2022)
- Volare, regia di Margherita Buy (2023)
- Il punto di rugiada, regia di Marco Risi (2024)

### Televisione
- Romanzo criminale - La serie – serie TV, 8 episodi (2008-2010)
- Boris – serie TV, 2 episodi (2010)
- Le due leggi, regia di Luciano Manuzzi – miniserie TV, 2 episodi (2014)
- Non dirlo al mio capo – serie TV, 12 episodi (2016)
- Io ti cercherò – serie TV, 3 episodi (2020)

## Doppiaggio
- James Whitmore Jr. ne I cavalieri dalle lunghe ombre
- Jean-Pierre Cassel in Il caso Graziosi
- Ronald Pickup in Enrico VIII
- David Gwillim in Enrico V
- Jean Rochefort in L'uomo del treno
- Echo Vien ne Il mistero della pietra azzurra (1ª edizione)

## Riconoscimenti

### Teatro
- Premio Ubu
  - 1991 – Miglior attore per Gli ultimi giorni dell'umanità di Karl Kraus
  - 2005 – Miglior attore per Professor Bernhardi e Paolo Borsellino Essendo Stato

- Premio Flaiano Sezione teatro
  - 1996 – Premio all'interpretazione per Verso Peer Gynt[5]
  - 2019 – Alla carriera[6]
- 1990 – Premio Armando Curcio per il Teatro[3]
- 1991 – Premio "Le Fenici" per il Teatro con Giorgio Strehler, Luca Ronconi e Pozzi
- 2000 – Premio Salvo Randone per il Teatro[7]

### Cinema
- Sacher d'Oro
  - 1996 – Miglior attore non protagonista per Pasolini, un delitto italiano di Marco Tullio Giordana